# Fiona Dourif
Fiona Dourif (Woodstock, New York állam, 1981. október 30.–) amerikai színésznő és producer.

## Fiatalkora
A New York állambeli Woodstockban született, Brad Dourif színész és Joni Dourif médium lányaként, van egy nővére, Kristina Dourif. Főiskola után a History és a TLC filmeken bemutatott dokumentumfilmek szegmensproducere lett. 23 évesen kezdett el színészkedni.

## Magánélete
2018 szeptemberében Dourif egyedülállóként élt Los Angelesben.

## Filmográfia

### Film
| Év   | Magyar cím          | Eredeti cím                       | Szerep                   | Magyar hang       | Rendező              |
| ---- | ------------------- | --------------------------------- | ------------------------ | ----------------- | -------------------- |
| 2006 |                     | Little Chenier                    | Jo Jo                    |                   | Bethany Ashton       |
| 2008 |                     | Frank the Rat                     | Lisa                     |                   | James Cozza          |
| 2008 |                     | Garden Party                      | Becky                    |                   | Jason Freeland       |
| 2009 | A harcmező hírnökei | The Messenger                     | hazatérő katona felesége | Kelemen Kata      | Oren Moverman        |
| 2011 |                     | Letters from the Big Man          | Penny                    |                   | Christopher Münch    |
| 2012 | The Master          | The Master                        | táncos                   |                   | Paul Thomas Anderson |
| 2013 | Chucky átka         | Curse of Chucky                   | Nica Pierce              | Nemes Takách Kata | Don Mancini          |
| 2014 | Gyilkos tét         | Gutshot Straight                  | Gina                     | Nemes Takách Kata | Justin Steele        |
| 2014 |                     | Precious Mettle                   | Judy                     |                   | Edmond G Coisson     |
| 2014 |                     | Dangerous Words from the Fearless | Ruth                     |                   | David DeLaurier      |
| 2014 | Sam Maxwell         | Dangerous Words from the Fearless | Ruth                     |                   |                      |
| 2015 |                     | Fear Clinic                       | Sara                     |                   | Robert Green Hall    |
| 2016 |                     | Enclosure                         | Dana                     |                   | Patrick Rea          |
| 2016 |                     | Mafiosa                           | Samantha Hunter          |                   | Yusaku Mizoguchi     |
| 2016 |                     | Blood Is Blood                    | Brie                     |                   | Stuart Sauvarin      |
| 2016 |                     | Her Last Will                     | Iona Cotton              |                   | Anthony DiBlasi      |
| 2017 | Chucky kultusza     | Cult of Chucky                    | Nica Pierce              | Nemes Takách Kata | Don Mancini          |
| 2017 |                     | Safe                              | Brenda                   |                   | Paul Ruven           |
| 2020 | Tenet               | Tenet                             | Wheeler                  | Mentes Júlia      | Christopher Nolan    |
| 2021 |                     | The Shuroo Process                | Parker Schafer           |                   | Emrhys Cooper        |
| 2022 |                     | Don't Look at the Demon           | Jules                    |                   | Brando Lee           |

Rövidfilmek
- 2007: The Lucky One – Susan
- 2012: Cold Living – Moira
- 2012: This is Caroline – Fiona (hangja)

### Televízió
| Év        | Magyar cím                               | Eredeti cím                             | Szerep                                 | Megjegyzések                                 |
| --------- | ---------------------------------------- | --------------------------------------- | -------------------------------------- | -------------------------------------------- |
| 2005      | Deadwood                                 | Deadwood                                | Chez Ami Whore                         | 3 epizód                                     |
| 2006      |                                          | Thief                                   | Alice                                  | 4 epizód                                     |
| 2008      | Esküdt ellenségek: Különleges ügyosztály | Law & Order: Special Victims Unit       | Nikki Breslin nyomozó                  | 1 epizód                                     |
| 2009      | Író és kamuhős                           | Bored to Death                          | Lisa Klein                             | 1 epizód                                     |
| 2010      | Vissza a nyeregbe                        | After the Fall                          | Annie Tolgen                           | tévéfilm                                     |
| 2011      | True Blood – Inni és élni hagyni         | True Blood                              | Casey                                  | 8 epizód                                     |
| 2011      |                                          | The Protector                           | Tamara O'Neil                          | 1 epizód                                     |
| 2015      | Született detektívek                     | Rizzoli & Isles                         | Helen Barnes' Daughter                 | 1 epizód                                     |
| 2015      |                                          | The Player                              | Chloe Steele                           | 1 epizód                                     |
| 2015      |                                          | Manhattan                               | Jean Tatlock                           | 2 epizód                                     |
| 2016–2017 |                                          | Dirk Gently's Holistic Detective Agency | Bart Curlish                           | 13 epizód                                    |
| 2017      |                                          | When We Rise                            | Diane Rose fiatalon                    | 4 epizód                                     |
| 2018      | Shameless – Szégyentelenek               | Shameless                               | Tabitha Youens                         | 1 epizód                                     |
| 2018      |                                          | The Purge                               | Tavis                                  | 5 epizód                                     |
| 2018–2021 | Feketelista                              | The Blacklist                           | Jennifer Reddington                    | 10 epizód                                    |
| 2020      |                                          | Helstrom                                | Anya / Kthara                          | 1 epizód                                     |
| 2020      |                                          | The Stand                               | Patkánynő                              | minisorozat                                  |
| 2020      |                                          | Utopia                                  | Cara                                   | 3 epizód                                     |
| 2021–2024 | Chucky                                   | Chucky                                  | Nica Pierce / Charles Lee Ray / Chucky | 12 epizód                                    |
| 2025–     | Vészhelyzet Pittsburghben                | Chucky                                  | Dr. Cassie McKay                       | - 15 epizód - magyar hangja: - Kardos Eszter |